# Вукашин Златоносовић
Вукашин Златоносовић (?? — 1430) је био војвода из властелинске породице Златоносовића која је управљала облашћу Усоре у Краљевини Босни.
У сачуваним изворима први се пут помиње 1399. године, као свједок у повељи краља Стефана Остоје. После смрти брата Вукмира остао је једини представник ове куће. Био је један од најутицајнијих великаша у Краљевини Босни.
Када је избио сукоб између Радослава Павловића и Дубровачке републике 1430. године, Република је затражила помоћ од Твртка Другог, који је том приликом одговорио да се мора посавјетовати са војводом Вукашином Златоносовићем и са војводомСандаљем Хранићем. До јуна поменуте године сматрало се да ће укључивање Вукашина у сукоб бити од користи. Дубровник је у јесен исте године окренуо став те је сматрао да би укључивање Вукашина у лигу против Павловића неповољно утицало на Дубровчане, јер би се томе успротивио краљ Твртко II Котроманић.
Средином новембра 1430. године, избило је непријатељство између краља и војводе Вукашина. Краљ је започео свој поход на Златоносовиће. Тако је 22. новембра 1430. из Дубровника стигло писмо Сандаљу Хранићу у којем се изјављује жаљење "због случаја који се догодио Вукашину Златоносовићу", а о чему су Дубровчани обавјештени преко амбасадора и трговаца.
Историчари сматрају да су Златоносовићи потпуно уништени у сукобу са краљем Твртком II 1430. године.